# Оберпфраммерн
Оберпфраммерн (нем. Oberpframmern) — община в Германии, в земле Бавария. 
Подчиняется административному округу Верхняя Бавария. Входит в состав района Эберсберг. Подчиняется управлению Глон. Население составляет 2188 человек (на 31 декабря 2010 года). Занимает площадь 18,47 км².